# Basinkomst i Sydasien

En karta över delstater och territorier i Indien avseende grad av fattigdom (2012). Det primära målet och utgångspunkten vid diskussioner om basinkomst i Indien, liksom i fattiga länder generellt, är om fattigdomen därmed kan minska.

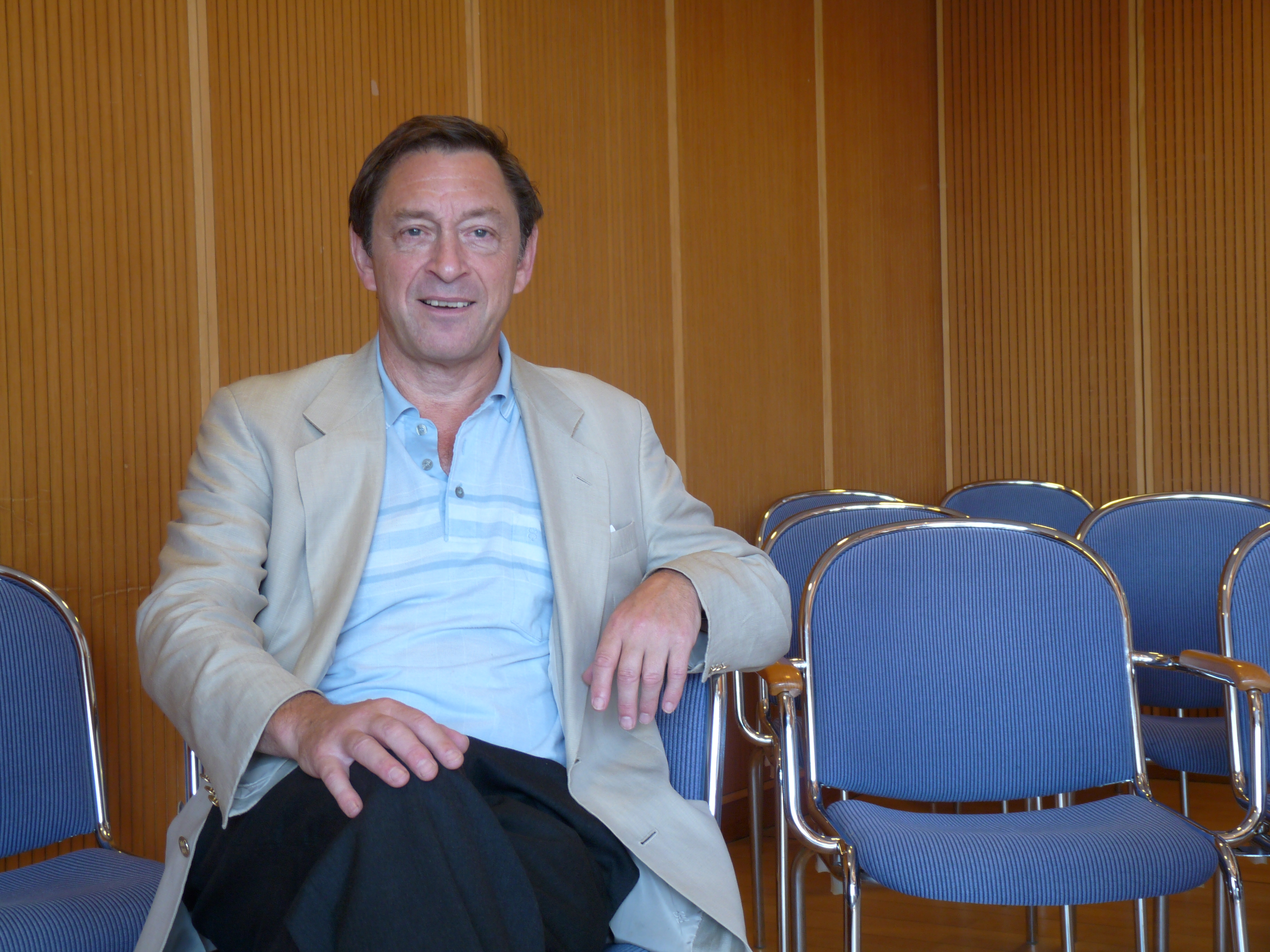
Guy Standing, ekonom som framförallt är känd för sina böcker om "prekariatet", och som varit delaktig i pilotförsöket med basinkomst i Indien.

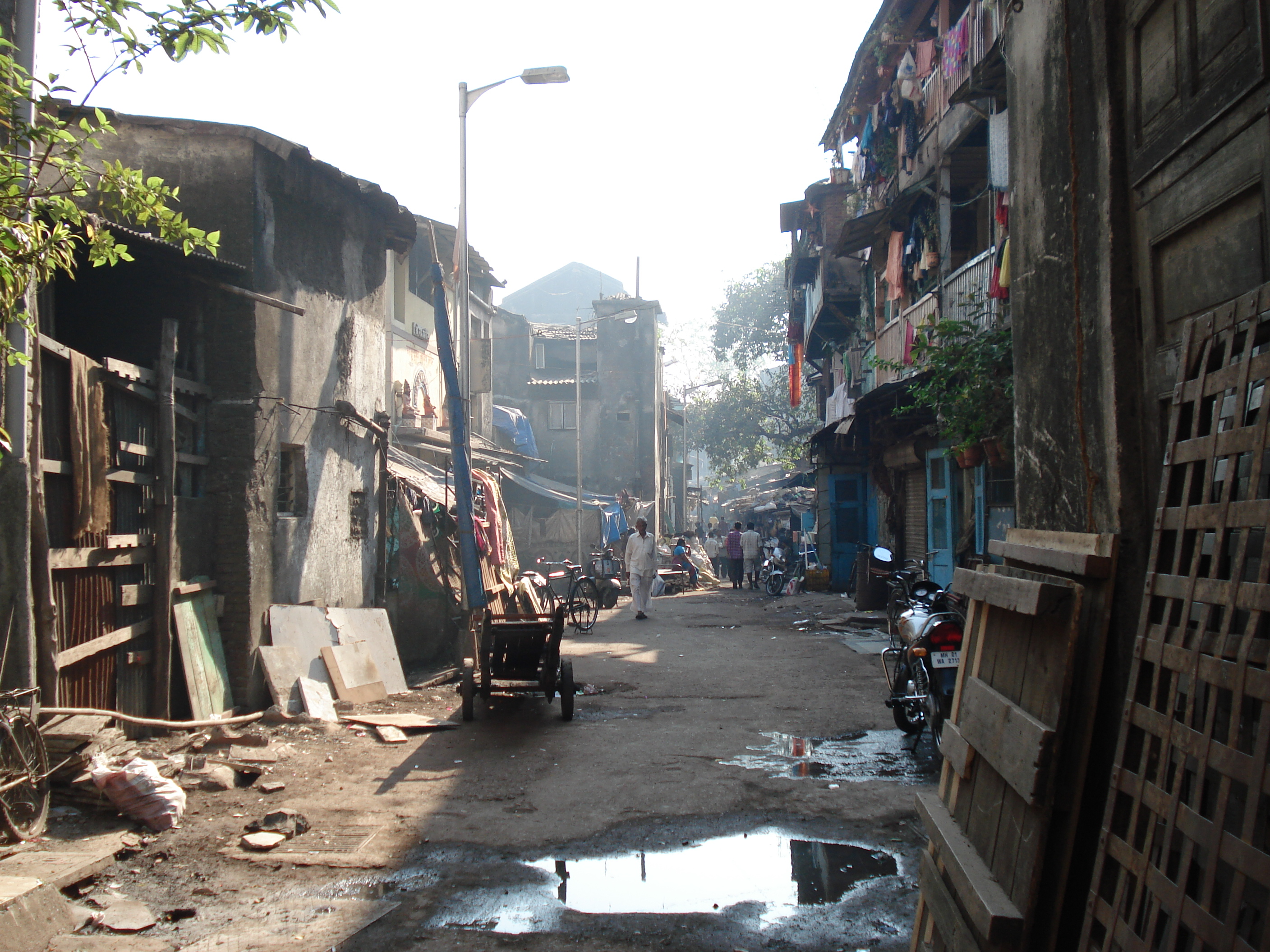
Fattigdomen i Indien kan exemplifieras med denna bild, som är från en gata i Kamathipura, ett "red light district" i Mumbai, Indien.

Basinkomst i Sydasien avser debatten om basinkomst, även kallat medborgarlön, i Indien, Pakistan, Bangladesh och övriga länder i Sydasien. Generellt sett är Sydasien ännu en fattig region, med många som lever under fattigdomsgränsen och till och med svälter. Debatten om basinkomst har därför, i likhet med i andra fattiga länder och regioner, den utgångspunkten. Ett pilotförsök med basinkomst i ett antal byar i Indien inleddes 2011 och inför parlamentsvalet 2019 lovade Kongresspartiet att införa en variant av basinkomst om de får makten.

## Indien

### Bakgrund
Indien, som är det dominerande landet i regionen och som populärt brukar kallas för "världens största demokrati", är till viss del en modern industrination med rika naturtillgångar. Landet är också känt för sin IT-industri, särskilt i Bangalore. Men på samma gång är det ett fattigt utvecklingsland med enorma ekonomiska och sociala problem och stora regionala skillnader. Efter självständigheten har landet haft en variant av socialism som huvudsaklig inriktning på ekonomin. Från 1991 har landet dock genomfört en rad ekonomiska reformer, utmynnande i mindre statlig kontroll över utrikeshandel och investeringar. Landet har som helhet haft hög tillväxt under 1990-talet och 2000-talet, men denna tillväxt har samtidigt varit mycket ojämn mellan olika sociala och ekonomiska grupper, mellan olika regioner och mellan stad och landsbygd.  Bangladesh, som är världens mest tättbefolkade land förutom några stadsstater. , har också enorma problem med fattigdom och klyftor. Landet drabbas dessutom återkommande av översvämningar, vilket slår hårdast mot de fattiga.

### Pilotprojektet
Ett pilotprojekt med (ovillkorlig) basinkomst i Madhya Pradesh inleddes 2011. Det var det första projektet i sitt slag i Indien, men inspirerat av liknande projekt i Sydamerika och Östasien. Totalt ingick 20 byar varav åtta där invånarna fick basinkomst och 12 byar som spelade rollen av kontrollgrupp. Upplägget var att alla personer i de byar som deltog fick en basinkomst varje månad. Det enda kravet var att de skulle regeristera sig som permanent boende i byn innan projektet startade och att de skulle öppna ett bankkonto senast tre månader efter start. Det fanns inga villkor avseende hur de fick spendera pengarna och denna information delgavs alla i projektet vid start. Basinkomsten till barn under 18 år gick i första hand till modern. 
Projektet har drivits av India’s Self Employed Women’s Association (SEWA) med stöd av Unicef. Fram till september 2012 hade 6460 personer fått basinkomst genom projekten, varav merparten från fattiga byar. Man fann att grundinkomsten i regionen ökade ungdomars utbildning med 25 %. Utvärderingen visade bland annat att många använde pengarna för att förbättra hus, latriner, brunnar och tak. Andra positiva följder blev minskad ojämlikhet, förbättrad hälsa och ökad skolnärvaro. Det blev också fler i lönearbete och fler småföretagare.
Vid Basic Income Earth Networks konferens i München, Tyskland, 2012, handlade flera föredrag om pilotförsöket i Indien. Renana Jabhvala, som var en av talarna, menade att Indien drivs av politiker med ett neoliberalt synsätt och att inte minst preminärministern är fast förankrad i denna ideologi. Dock, menade hon, är det faktiskt dessa neoliberaler som initierat debatten om basinkomst. Detta mot bakgrund av att endast ca 30 procent av alla pengar för socialt skydd faktiskt når fram till de fattiga. Guy Standing talade också på konferensen, med fokus på hur pilotförsöken i de indiska byarna gått till, samt utvärderingarna.

### Basinkomst på delstatsnivå
Enligt Arvind Subramanian, chefsekonom knuten till Indiens regering, är det möjligt och till och med troligt att en eller två delstater i Indien påbörjar ett pilotförsök med basinkomst omkring år 2020. Subramanian beskrev idén i Indiens ekonomiska översikt för 2016-2017, ett årligt dokument utgivet av Finansministeriet.

### Allmän debatt
Mihir Shah, indisk ekonom och före detta medlem i "Planeringskommissionen", menar att basinkomst inte gör mycket nytta för de fattiga om det inte finns bra sätt att spendera pengarna på. Det som framförallt behövs i de fattiga delarna av Indien, snarare än basinkomst eller åtminstone före basinkomst, är satsningar på infrastruktur och offentliga tjänster (vård, skola, omsorg med mera).

## Pakistan
En sporadisk debatt om basinkomst/medborgarlön förekommer också i Pakistan, åtminstone i den engelska pressen. Exempelvis presenterades idén i Dawn 2014 i en artikeln med rubriken The Machine Takeover. Författaren, Hayat Omar, argumenterar för att basinkomst behövs för att kontra effekten av automatisering, digitalisering och robotisering. Liksom David Graeber är han kritisk till att jobbförlusterna på grund av automatisering med mera kontras med uppkomsten av så kallade "nonsensjobb".